# Gare du Central Vermont
La gare du Central Vermont, à Saint Albans, au Vermont, était le siège social de la compagnie du chemin de fer du Central Vermont. Elle fut construite par le Central Vermont et est toujours utilisée comme immeuble de bureaux par le chemin de fer New England Central depuis 1995.

## Histoire
L'édifice fut construit en 1866 par le Central Vermont. Sa structure est composée de trois grands étages de briques rouges au style architectural du Second Empire. Il est devenu le siège de la compagnie de chemin de fer du Central Vermont. À ce moment-là, un bâtiment décoré de briques faisait face au hangar de train abouté sur le côté ouest où est le stationnement aujourd'hui. Les trains pénétraient le hangar à travers quatre tunnels voûtés à l'extrémité à pignons curvilinéaires. Une tour recouverte d'une tente spirale appuyait le coin sud-ouest en face de la tour sur la gare. La gare disposait de deux tours carrées, un à chacun de ses coins du sud, chacun avec deux doubles fenêtres des deux côtés des deux premiers étages et quatre au troisième étage. Les tours au-dessus de la masse de l'immeuble, recouverts de mansardes, à un moment donné avaient deux cheminées et lanterneaux ornementées ronde.
La façade avant entre les tours dispose de deux étages avec double fenêtres cintrées, et le toit mansarde est percé de trois têtes rondes et lucarnes. À l'origine, il y avait des cheminées dans chaque pièce de la gare, de sorte que la façade avait aussi quatre cheminées émaillant de lucarnes. Les cheminées ont été enlevés en 1915 lorsqu'on a mis la chaleur centrale. La tour sur le hangar des trains a été détruit en 1923, et le hangar lui-même a été rasée en 1963, parce que le propriétaire de l'époque, le Canadien National, le trouvait trop cher à maintenir. La société pour la préservation du patrimoine historique local en a pris charge en 1970, et ils ont veillé à ce que le bâtiment restant soit placé sur le Registre national des lieux historiques le 21 janvier 1974.